# Франсоа Келерман
Франсоа Кристоф Келерман, први војвода од Валмија (фр. François-Christophe Kellermann; Стразбур, 28. мај 1735 — Париз, 23. септембар 1820) је био француски војсковођа, чувен по победи коју је над пруском војском извојевао код Валмија 20. септембра 1792. године.

## Биографија
Келерман је рођен 1735. године у саксонској породици у Стразбуру. Био је једини син ове породице из покрајине Алзас. У француску војску ступио је као добровољац хусарског пука. Унапређен је у чин капетана 1758. године током Седмогодишњег рата. Године 1771. службовао је у Пољској где је постао витез реда Светог Луја. Постао је бригадни генерал 1784. године, а наредне године маршал. Келерман је 1789. године одушевљено прихватио револуционарне идеје. Две године касније постао је генерал француске револуционарне војске у Алзасу. Априла 1792. године постао је генерал-пуковник. Исте године однео је своју најзначајнију победу, победу над Прусима у бици код Валмија. Њоме је зауставио продор непријатеља и тиме спасао Француску револуцију. По речима Гетеа, код Валмија је "почела нова ера у историји света".
Келерман је постављен на чело мозелске армије. Оптужен је од стране генерала Адама Кустина да лоше води операције на Рајни. Ослобођен је оптужби. Постављен је на чело војске намењене за рат у Италији. Оптужен је за заверу против Конвента због чега је тринаест месеци провео у затвору у Паризу. Након ослобађања, поверена му је команда над војском која је бранила југоисточну границу од Аустријанаца. По Наполеоновом доласку на власт, Келерман је био један од чланова Сената (1800), а следеће године постављен је за председника Сената. Од 1804. године је почасни маршал Француске, а 1808. године стекао је титулу војводе од Валмија. Његова дуга каријера и богато искуство учинили су га једним од Наполеонових највреднијих помоћника. Келерман је 1814. године гласао за уклањање краља. Умро је у Паризу 1820. године. Сахрањен је на гробљу Пер Лашез.
Келерман је имао сина, Франсоа Етјена Келермана, истакнутог генерала Наполеонових ратова.